# بنبری
latitudeبنبریlongitudeبنبری
بَنبِری (به انگلیسی: Banbury) یک شهر بازاری در بریتانیا است که در آکسفوردشر واقع شده‌است.

## خصوصیات
بنبری ۴۶٬۸۵۳ نفر جمعیت دارد.

## خواهرخوانده
شهر ارمون خواهرخواندهٔ بنبری هست.